# Даніло Дукі
Даніло Раймундо Дукі (нід. Danilho Raimundo Doekhi, нар. 30 червня 1998, Роттердам, Нідерланди) — нідерландський футболіст, центральний захисник клубу «Уніон» (Берлін).

## Ігрова кар'єра
Даніло Дукі народився у Роттердамі і є вихованцем місцевого клубу «Ексельсіор». Але в основі клубу Даніло провів лише одну гру у 2016 році.
В тому ж році Дукі підписав контракт із столичним «Аяксом». Але через високу конкуренцію він так і не зміг пробитися в основу і грав лише за дублюючий склад «Аякса».
Вліткц 2018 року Дукі підписав чотирирічний контракт з іншим клубом Ередивізі «Вітессом» і вже у вересні дебютував у новому клубі.
Даніло Дукі зіграв кілька матчів у складі юнацьких та молодіжної збірних Нідерландів.

## Особисте життя
Даніло Дукі є племінником колишнього футболіста збірної Нідерландів Вінстона Богарда.